# Acropora aculeus
Acropora aculeus är en korallart som först beskrevs av James Dwight Dana 1846.  Acropora aculeus ingår i släktet Acropora och familjen Acroporidae. IUCN kategoriserar arten globalt som sårbar. Inga underarter finns listade i Catalogue of Life.